# آرچی ری
آرچی ری (انگلیسی: Archie Reay; ۱۵ سپتامبر ۱۹۰۱ – ۱۹۶۲ (۶۰−۶۱ سال)) بازیکن فوتبال بود.
از باشگاه‌هایی که در آن بازی کرده‌است می‌توان به باشگاه فوتبال برنتفورد اشاره کرد.